# 道の駅一覧 中部地方
道の駅一覧 中部地方（みちのえきいちらん ちゅうぶちほう）は、国土交通省中部地方整備局管内（長野県南部、岐阜県、静岡県、愛知県、三重県）に設置された道の駅の一覧である。長野県北中部は関東地方、新潟県・富山県・石川県は北陸地方、福井県は近畿地方を参照。

## 長野県南部
| 駅名 （ふりがな）                                            | 所在地           | 設置路線名              | No.             | 備考 |
| ------------------------------------------------------------ | ---------------- | ----------------------- | --------------- | ---- |
| 日義木曽駒高原 （ひよしきそこまこうげん）                    | 木曽郡木曽町     | 国道19号                | 長野-04 (南-01) |      |
| 大桑 （おおくわ）                                            | 木曽郡大桑村     | 国道19号                | 長野-05 (南-02) |      |
| 奈良井木曽の大橋 （ならいきそのおおはし）                    | 塩尻市           | 国道19号                | 長野-06 (南-03) |      |
| 信州平谷 （しんしゅうひらや）                                | 下伊那郡平谷村   | 国道153号               | 長野-07 (南-04) |      |
| 信濃路下條 （しなのじしもじょう）                            | 下伊那郡下條村   | 国道151号               | 長野-12 (南-05) |      |
| 南アルプスむら長谷 （みなみアルプスむらはせ）                | 伊那市           | 国道152号               | 長野-14 (南-06) |      |
| 木曽ならかわ （きそならかわ）                                | 塩尻市           | 国道19号                | 長野-26 (南-07) |      |
| 三岳 （みたけ）                                              | 木曽郡木曽町     | 県道20号 開田三岳福島線 | 長野-27 (南-08) |      |
| 信州新野千石平 （しんしゅうにいのせんごくだいら）            | 下伊那郡阿南町   | 国道151号               | 長野-30 (南-09) |      |
| 花の里いいじま （はなのさといいじま）                        | 上伊那郡飯島町   | 県道15号 飯島飯田線     | 長野-32 (南-10) |      |
| 遠山郷 （とおやまごう）                                      | 飯田市           | 国道152号               | 長野-36 (南-11) |      |
| 木曽福島 （きそふくしま）                                    | 木曽郡木曽町     | 国道19号                | 長野-40 (南-12) |      |
| 木曽川源流の里 きそむら （きそがわげんりゅうのさときそむら） | 木曽郡木祖村     | 国道19号                | 長野-41 (南-13) |      |
| 田切の里 （たぎりのさと）                                    | 上伊那郡飯島町   | 国道153号               | 長野-43 (南-14) |      |
| 南信州とよおかマルシェ （みなみしんしゅうとよおかマルシェ）  | 下伊那郡豊丘村   | 村道 竜東一貫道路       | 長野-46 (南-15) |      |
| 大芝高原 （おおしばこうげん）                                | 上伊那郡南箕輪村 | 村道 3134号             | 長野-47 (南-16) |      |
| 南信州 うるぎ （みなみしんしゅううるぎ）                     | 下伊那郡売木村   | 県道46号 阿南根羽線     | 長野-48 (南-17) |      |
| 歌舞伎の里大鹿 （かぶきのさとおおしか）                      | 下伊那郡大鹿村   | 国道152号               | 長野-49 (南-18) |      |

## 岐阜県
| 駅名 （ふりがな）                                                   | 所在地         | 設置路線名               | No.     | 備考                                                    |
| ------------------------------------------------------------------- | -------------- | ------------------------ | ------- | ------------------------------------------------------- |
| 美並 （みなみ）                                                     | 郡上市         | 国道156号                | 岐阜-01 |                                                         |
| パスカル清見 （パスカルきよみ）                                     | 高山市         | 国道257号                | 岐阜-02 | 現在の接続路線は国道472号                               |
| 明宝（磨墨の里公園） （めいほうするすみのさとこうえん）             | 郡上市         | 国道472号                | 岐阜-03 |                                                         |
| 花街道付知 （はなかいどうつけち）                                   | 中津川市       | 国道256号                | 岐阜-04 |                                                         |
| 美濃白川 （みのしらかわ）                                           | 加茂郡白川町   | 国道41号                 | 岐阜-05 |                                                         |
| ラステンほらど                                                      | 関市           | 国道256号                | 岐阜-06 |                                                         |
| 白山文化の里長滝 （はくさんぶんかのさとながたき）                   | 郡上市         | 国道156号                | 岐阜-07 |                                                         |
| 奥飛騨温泉郷上宝 （おくひだおんせんごうかみたから）                 | 高山市         | 国道471号                | 岐阜-08 |                                                         |
| 賤母 （しずも）                                                     | 中津川市       | 国道19号                 | 岐阜-09 | 指定当初の所在地は長野県木曽郡山口村                    |
| ロック・ガーデン ひちそう                                           | 加茂郡七宗町   | 国道41号                 | 岐阜-10 |                                                         |
| 星のふる里ふじはし （ほしのふるさとふじはし）                       | 揖斐郡揖斐川町 | 国道303号                | 岐阜-11 |                                                         |
| 白川郷 （しらかわごう）                                             | 大野郡白川村   | 国道156号                | 岐阜-12 |                                                         |
| 平成 （へいせい）                                                   | 関市           | 県道58号 関金山線        | 岐阜-13 |                                                         |
| アルプ飛騨古川 （アルプひだふるかわ）                               | 飛騨市         | 国道41号                 | 岐阜-14 |                                                         |
| 飛騨金山ぬく森の里温泉 （ひだかなやまぬくもりのさとおんせん）       | 下呂市         | 国道256号                | 岐阜-15 |                                                         |
| 上矢作ラ・フォーレ福寿の里 （かみやはぎラ・フォーレふくじゅのさと） | 恵那市         | 国道257号                | 岐阜-16 |                                                         |
| モンデウス飛騨位山 （モンデウスひだくらいやま）                     | 高山市         | 県道98号 宮萩原線        | 岐阜-17 |                                                         |
| 南飛騨小坂はなもも （みなみひだおさかはなもも）                     | 下呂市         | 県道437号 湯屋温泉線     | 岐阜-18 |                                                         |
| 夢さんさん谷汲 （ゆめさんさんたにぐみ）                             | 揖斐郡揖斐川町 | 県道40号 山東本巣線      | 岐阜-19 |                                                         |
| 土岐美濃焼街道 （ときみのやきかいどう）                             | 土岐市         | 県道66号 多治見恵那線    | 岐阜-20 |                                                         |
| 富有柿の里いとぬき （ふゆうがきのさといとぬき）                     | 本巣市         | 国道157号                | 岐阜-21 |                                                         |
| ななもり清見 （ななもりきよみ）                                     | 高山市         | 国道158号                | 岐阜-22 |                                                         |
| きりら坂下 （きりらさかした）                                       | 中津川市       | 国道256号                | 岐阜-23 |                                                         |
| クレール平田 （クレールひらた）                                     | 海津市         | 県道23号 北方多度線      | 岐阜-24 |                                                         |
| 馬瀬 美輝の里 （まぜみきのさと）                                    | 下呂市         | 県道431号 下山名丸線     | 岐阜-25 |                                                         |
| 飛騨街道 なぎさ （ひだかいどうなぎさ）                              | 高山市         | 国道41号                 | 岐阜-26 |                                                         |
| ひだ朝日村 （ひだあさひむら）                                       | 高山市         | 国道361号                | 岐阜-27 |                                                         |
| そばの郷らっせぃみさと （そばのさとらっせいみさと）                 | 恵那市         | 県道66号 多治見恵那線    | 岐阜-28 |                                                         |
| 織部の里もとす （おりべのさともとす）                               | 本巣市         | 国道157号                | 岐阜-29 |                                                         |
| 飛騨たかね工房 （ひだたかねこうぼう）                               | 高山市         | 国道361号                | 岐阜-30 |                                                         |
| 大日岳 （だいにちだけ）                                             | 郡上市         | 国道156号                | 岐阜-31 |                                                         |
| 桜の郷 荘川 （さくらのさとしょうかわ）                              | 高山市         | 国道158号                | 岐阜-32 |                                                         |
| むげ川 （むげがわ）                                                 | 関市           | 県道94号 岐阜美濃線      | 岐阜-33 |                                                         |
| 古今伝授の里やまと （こきんでんじゅのさとやまと）                   | 郡上市         | 県道317号 剣大間見白鳥線 | 岐阜-34 |                                                         |
| みのかも                                                            | 美濃加茂市     | 県道342号 平成記念公園線 | 岐阜-35 | 東海環状自動車道美濃加茂SAと接続 （ハイウェイオアシス） |
| 茶の里東白川 （ちゃのさとひがししらかわ）                           | 加茂郡東白川村 | 国道256号                | 岐阜-36 |                                                         |
| 和良 （わら）                                                       | 郡上市         | 国道256号                | 岐阜-37 | 国道からはやや離れた市道沿いに立地                      |
| うすずみ桜の里・ねお （うすずみさくらのさとねお）                   | 本巣市         | 国道157号                | 岐阜-38 |                                                         |
| 志野・織部 （しのおりべ）                                           | 土岐市         | 国道21号                 | 岐阜-39 |                                                         |
| 加子母 （かしも）                                                   | 中津川市       | 国道257号                | 岐阜-40 |                                                         |
| 夜叉ヶ池の里さかうち （やしゃがいけのさとさかうち）                 | 揖斐郡揖斐川町 | 国道303号                | 岐阜-41 |                                                         |
| おばあちゃん市・山岡 （おばあちゃんいちやまおか）                   | 恵那市         | 県道33号 瑞浪上矢作線    | 岐阜-42 |                                                         |
| 月見の里南濃 （つきみのさとなんのう）                               | 海津市         | 国道258号                | 岐阜-44 |                                                         |
| 柳津 （やないづ）                                                   | 岐阜市         | 県道1号 岐阜南濃線       | 岐阜-45 |                                                         |
| 五木のやかた・かわうえ （ごぼくのやかたかわうえ）                   | 中津川市       | 県道3号 福岡坂下線       | 岐阜-46 |                                                         |
| 宙ドーム・神岡 （すかいドームかみおか）                             | 飛騨市         | 国道471号                | 岐阜-47 |                                                         |
| 白尾ふれあいパーク （しらおふれあいパーク）                         | 郡上市         | 県道82号 白鳥明宝線      | 岐阜-48 |                                                         |
| 美濃にわか茶屋 （みのにわかちゃや）                                 | 美濃市         | 国道156号                | 岐阜-49 |                                                         |
| 飛騨白山 （ひだはくさん）                                           | 大野郡白川村   | 国道156号                | 岐阜-50 |                                                         |
| 半布里の郷 とみか （はにゅうりのさととみか）                        | 加茂郡富加町   | 国道418号                | 岐阜-51 |                                                         |
| 可児ッテ （かにッテ）                                               | 可児市         | 国道21号可児御嵩バイパス | 岐阜-52 |                                                         |
| 池田温泉 （いけだおんせん）                                         | 揖斐郡池田町   | 県道53号 岐阜関ケ原線    | 岐阜-53 |                                                         |
| 清流白川 クオーレの里 （せいりゅうしらかわクオーレのさと）          | 加茂郡白川町   | 県道62号 下呂白川線      | 岐阜-54 |                                                         |
| 清流の里しろとり （せいりゅうのさとしろとり）                       | 郡上市         | 国道156号                | 岐阜-55 |                                                         |
| パレットピアおおの                                                  | 揖斐郡大野町   | 県道53号 岐阜関ケ原線    | 岐阜-56 |                                                         |

## 静岡県
| 駅名 （ふりがな）                                           | 所在地              | 設置路線名                 | No.     | 備考                                                                    |
| ----------------------------------------------------------- | ------------------- | -------------------------- | ------- | ----------------------------------------------------------------------- |
| 富士 （ふじ）                                               | 富士市              | 国道1号                    | 静岡-01 |                                                                         |
| くんま水車の里 （くんますいしゃのさと）                     | 浜松市天竜区        | 県道9号 天竜東栄線         | 静岡-02 |                                                                         |
| 花の三聖苑伊豆松崎 （はなのさんせいえんいずまつざき）       | 賀茂郡松崎町        | 県道15号 下田松崎線        | 静岡-03 |                                                                         |
| 宇津ノ谷峠 （うつのやとうげ）                               | 静岡市駿河区 藤枝市 | 国道1号                    | 静岡-04 | 宇津ノ谷峠を挟んで両側に施設がある                                      |
| いっぷく処横川 （いっぷくどころよこかわ）                   | 浜松市天竜区        | 国道362号                  | 静岡-05 |                                                                         |
| フォーレなかかわね茶茗舘 （フォーレなかかわねちゃめいかん） | 榛原郡川根本町      | 国道362号                  | 静岡-06 |                                                                         |
| 天城越え （あまぎごえ）                                     | 伊豆市              | 国道414号                  | 静岡-07 |                                                                         |
| 奥大井音戯の郷 （おくおおいおとぎのさと）                   | 榛原郡川根本町      | 県道77号 川根寸又峡線      | 静岡-08 | 千頭駅に隣接                                                            |
| 朝霧高原 （あさぎりこうげん）                               | 富士宮市            | 国道139号                  | 静岡-09 |                                                                         |
| 川根温泉 （かわねおんせん）                                 | 島田市              | 県道63号 藤枝天竜線        | 静岡-10 |                                                                         |
| 富士川楽座 （ふじかわらくざ）                               | 富士市              | 県道10号 富士川身延線      | 静岡-11 | 東名高速道路富士川SAと接続 （ハイウェイオアシス：上り線・東京方面のみ） |
| 玉露の里 （ぎょくろのさと）                                 | 藤枝市              | 県道209号 静岡朝比奈藤枝線 | 静岡-12 |                                                                         |
| 天竜相津花桃の里 （てんりゅうそうずはなもものさと）         | 浜松市天竜区        | 国道152号                  | 静岡-13 |                                                                         |
| 伊東マリンタウン （いとうマリンタウン）                     | 伊東市              | 国道135号                  | 静岡-14 |                                                                         |
| 開国下田みなと （かいこくしもだみなと）                     | 下田市              | 国道135号                  | 静岡-15 | 下田港に隣接                                                            |
| 掛川 （かけがわ）                                           | 掛川市              | 国道1号                    | 静岡-16 |                                                                         |
| ふじおやま                                                  | 駿東郡小山町        | 国道246号                  | 静岡-17 |                                                                         |
| 潮見坂 （しおみさか）                                       | 湖西市              | 国道1号                    | 静岡-18 |                                                                         |
| 伊豆のへそ （いずのへそ）                                   | 伊豆の国市          | 国道414号                  | 静岡-19 |                                                                         |
| 下賀茂温泉 湯の花 （しもがもおんせんゆのはな）              | 賀茂郡南伊豆町      | 国道136号                  | 静岡-20 |                                                                         |
| すばしり                                                    | 駿東郡小山町        | 国道138号                  | 静岡-21 | 東富士五湖道路須走ICに隣接                                              |
| 風のマルシェ御前崎 （かぜのマルシェおまえざき）             | 御前崎市            | 国道150号                  | 静岡-22 |                                                                         |
| くるら戸田 （くるらへだ）                                   | 沼津市              | 県道18号 修善寺戸田線      | 静岡-23 |                                                                         |
| 伊豆ゲートウェイ函南 （いずゲートウェイかんなみ）           | 田方郡函南町        | 国道136号                  | 静岡-24 |                                                                         |
| 伊豆月ケ瀬 （いずつきがせ）                                 | 伊豆市              | 国道414号                  | 静岡-25 |                                                                         |
| そらっと牧之原 （そらっとまきのはら）                       | 牧之原市            | 県道79号 吉田大東線        | 静岡-26 |                                                                         |

## 愛知県
| 駅名 （ふりがな）                                       | 所在地         | 設置路線名              | No.     | 備考                             |
| ------------------------------------------------------- | -------------- | ----------------------- | ------- | -------------------------------- |
| 豊根グリーンポート宮嶋 （とよねグリーンポートみやじま） | 北設楽郡豊根村 | 国道151号               | 愛知-01 |                                  |
| 鳳来三河三石 （ほうらいみかわさんごく）                 | 新城市         | 国道257号               | 愛知-02 |                                  |
| 田原めっくんはうす （たはらめっくんはうす）             | 田原市         | 国道259号               | 愛知-03 |                                  |
| 伊良湖クリスタルポルト （いらごクリスタルポルト）       | 田原市         | 国道42号                | 愛知-04 | 伊良湖港フェリーターミナルと連絡 |
| つぐ高原グリーンパーク （つぐこうげんグリーンパーク）   | 北設楽郡設楽町 | 県道10号 設楽根羽線     | 愛知-05 |                                  |
| どんぐりの里いなぶ （どんぐりのさといなぶ）             | 豊田市         | 国道153号               | 愛知-06 |                                  |
| アグリステーションなぐら                                | 北設楽郡設楽町 | 国道257号               | 愛知-07 |                                  |
| デンパーク安城 （デンパークあんじょう）                 | 安城市         | 国道23号                | 愛知-08 |                                  |
| つくで手作り村 （つくでてづくりむら）                   | 新城市         | 国道301号               | 愛知-09 |                                  |
| 立田ふれあいの里 （たつたふれあいのさと）               | 愛西市         | 県道125号 佐屋多度線    | 愛知-10 |                                  |
| あかばねロコステーション                                | 田原市         | 国道42号                | 愛知-11 |                                  |
| 筆柿の里・幸田 （ふでがきのさとこうた）                 | 額田郡幸田町   | 国道23号岡崎バイパス    | 愛知-12 |                                  |
| にしお岡ノ山 （にしおおかのやま）                       | 西尾市         | 国道23号岡崎バイパス    | 愛知-13 |                                  |
| 瀬戸しなの （せとしなの）                               | 瀬戸市         | 県道210号 中水野品野線  | 愛知-14 |                                  |
| 藤川宿 （ふじかわしゅく）                               | 岡崎市         | 国道1号                 | 愛知-15 |                                  |
| もっくる新城 （もっくるしんしろ）                       | 新城市         | 国道151号               | 愛知-16 |                                  |
| とよはし                                                | 豊橋市         | 国道23号                | 愛知-17 |                                  |
| したら                                                  | 北設楽郡設楽町 | 国道257号               | 愛知-18 |                                  |
| マチテラス日進 （マチテラスにっしん）                   | 日進市         | 県道57号 瀬戸大府東海線 | 愛知-19 |                                  |

## 三重県
| 駅名 （ふりがな）                                     | 所在地         | 設置路線名              | No.     | 備考                                   |
| ----------------------------------------------------- | -------------- | ----------------------- | ------- | -------------------------------------- |
| 飯高駅 （いいたかえき）                               | 松阪市         | 国道166号               | 三重-01 |                                        |
| 菰野 （こもの）                                       | 三重郡菰野町   | 国道477号               | 三重-02 |                                        |
| 紀宝町ウミガメ公園 （きほうちょうウミガメこうえん）   | 南牟婁郡紀宝町 | 国道42号                | 三重-03 |                                        |
| パーク七里御浜 （パークしちりみはま）                 | 南牟婁郡御浜町 | 国道42号                | 三重-04 |                                        |
| 海山 （みやま）                                       | 北牟婁郡紀北町 | 国道42号                | 三重-05 |                                        |
| 奥伊勢木つつ木館 （おくいせきつつきかん）             | 度会郡大紀町   | 国道42号                | 三重-06 |                                        |
| 熊野きのくに （くまのきのくに）                       | 熊野市         | 国道42号                | 三重-07 | 2019年（平成31年）より土日祝日のみ営業 |
| 茶倉駅 （ちゃくらえき）                               | 松阪市         | 国道166号               | 三重-08 |                                        |
| 奥伊勢おおだい （おくいせおおだい）                   | 多気郡大台町   | 国道42号                | 三重-09 |                                        |
| 美杉 （みすぎ）                                       | 津市           | 国道368号               | 三重-10 |                                        |
| 関宿 （せきじゅく）                                   | 亀山市         | 国道1号                 | 三重-11 |                                        |
| 伊勢志摩 （いせしま）                                 | 志摩市         | 国道167号               | 三重-12 |                                        |
| 紀伊長島マンボウ （きいながしまマンボウ）             | 北牟婁郡紀北町 | 国道42号                | 三重-13 |                                        |
| あやま                                                | 伊賀市         | 県道49号 甲南阿山伊賀線 | 三重-14 |                                        |
| いが                                                  | 伊賀市         | 国道25号                | 三重-15 | 名阪国道伊賀SAの下り天理方面に設置     |
| 津かわげ （つかわげ）                                 | 津市           | 国道23号                | 三重-16 |                                        |
| 熊野・花の窟 （くまのはなのいわや）                   | 熊野市         | 国道42号                | 三重-17 |                                        |
| 熊野・板屋九郎兵衛の里 （くまのいたやくろべえのさと） | 熊野市         | 国道311号               | 三重-18 |                                        |

## 登録抹消された道の駅
| 駅名 （ふりがな）                     | 所在地 | 設置路線名          | No.     | 備考                             |
| ------------------------------------- | ------ | ------------------- | ------- | -------------------------------- |
| 飛騨古川いぶし （ひだふるかわいぶし） | 飛騨市 | 県道90号 古川清見線 | 岐阜-43 | 2025年（令和7年）6月13日登録抹消 |